# Paracapnia angulata
Paracapnia angulata is een steenvlieg uit de familie Capniidae. De wetenschappelijke naam van de soort werd voor het eerst geldig gepubliceerd in 1961 door John F. Hanson.